# 어린 공주

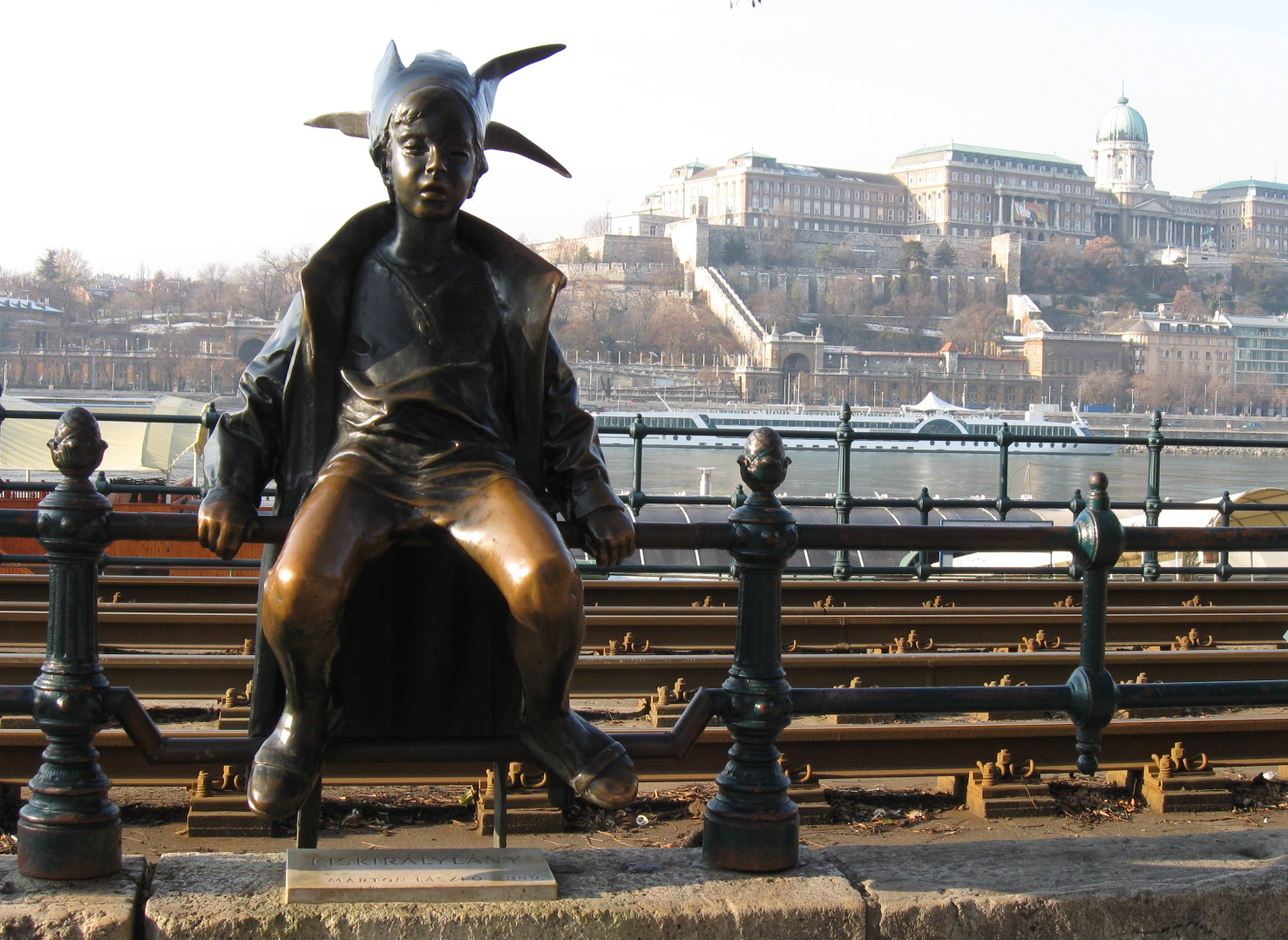
어린 공주

어린 공주(헝가리어: Kiskirálylány)는 헝가리 부다페스트에 있는 조각상이다. 머르톤 라슬로가 조각한 이 조각상의 크기는 50cm다. 조각가의 첫 번째 결혼에서 태어난 큰 딸에게서 영감을 받았다.
이 조각상의 더 큰 크기의 사본은 1990년 다뉴브강 산책로에 놓였고, 두 번째 사본은 조각가의 고향인 터폴처에 놓여있다. 일본 도쿄예술극장의 콘서트홀 앞에도 조각가가 기증한 사본이 있다. 원래의 조각상(1972년)은 헝가리 국립 미술관이 소유하고 있다.